# 377 (szám)
A 377 (római számmal: CCCLXXVII) egy természetes szám, félprím, a 13 és a 29 szorzata; Fibonacci-szám.

## A szám a matematikában
A tízes számrendszerbeli 377-es a kettes számrendszerben 101111001, a nyolcas számrendszerben 571, a tizenhatos számrendszerben 179 alakban írható fel.
A 377 páratlan szám, összetett szám, azon belül félprím, kanonikus alakban a 131 · 291 szorzattal, normálalakban a 3,77 · 102 szorzattal írható fel. Négy osztója van a természetes számok halmazán, ezek növekvő sorrendben: 1, 13, 29 és 377.
Középpontos oktaéderszám.
A 377 a Fibonacci-számsorozat tizennegyedik (más értelmezés szerint a tizenötödik) tagja.
A 377 négyzete 142 129, köbe 53 582 633, négyzetgyöke 19,41649, köbgyöke 7,22405, reciproka 0,0026525. A 377 egység sugarú kör kerülete 2368,76086 egység, területe 446 511,42226 területegység; a 377 egység sugarú gömb térfogata 224 446 408,3 térfogategység.